# 折田楓
折田 楓（おりた かえで、1991年〈平成3年〉11月28日 - ）は、日本の実業家。慶應義塾大学総合政策学部卒業。株式会社merchu代表取締役。兵庫県西宮市出身。

## 経歴
兵庫県西宮市出身。母は既に逝去しており、父は西宮市で耳鼻咽喉科医院の開業医。小林聖心女子学院小学校・中学校、フランス甲南学園トゥレーヌという経歴を積む、そして2014年、慶應義塾大学総合政策学部を卒業後、BNPパリバ銀行へ入行し、2016年に母の婚活サロン「mariage.tutu」のお手伝いを経験し、2017年に広告代理店のmerchuを兵庫県西宮市苦楽園にて創業、代表取締役に就任する。
2024年11月17日の兵庫県知事選挙で当選した斎藤元彦の広報・SNS戦略を担当していたとメディアプラットフォームのnoteで明かし、公職選挙法違反にあたる可能性があると問題となった。その後、2025年2月7日に強制捜査が入り、各メディアの取材陣が会社と自宅前に集結した。6月20日、兵庫県警は被買収の公職選挙法違反容疑で書類送検した。
また、これまでに兵庫県地方創生戦略委員、兵庫県eスポーツ検討会委員、兵庫県空飛ぶクルマ会議検討委員、西宮市産業振興審議会委員などを歴任したことも、更に疑惑を深める話題を生んだ。

## 不祥事
2024年11月20日、同月17日に投開票された兵庫県知事選挙において、再選を果たした斎藤元彦の広報・SNS戦略を担当していたと、メディアプラットフォームのnoteに投稿し、これが公職選挙法違反にあたると、神戸学院大学教授の上脇博之と元検事で弁護士の郷原信郎によって、刑事告発された。このnoteの内容は、騒ぎになるとともに直ちに問題個所になるとみられる部分が一部削除・修正されている。
斎藤は、あくまでポスターの制作などを頼み、70万円ほどを支払っただけであるとしている。折田が語る内容や果たした役割については盛ったものではないかとの指摘する声もある。しかし、選挙期間中は斎藤と共に選挙カーに乗り込み、スマートフォンで撮るなどの他の選挙ボランティアとは一頭地を抜く活動をしている。斎藤側は、折田が他に行っていたと主張したSNSアカウントの作成および運用、選挙カーからのライブ配信などは折田個人のボランティアであるとの認識を示している。